# Refuge d'oiseaux migrateurs de Gros-Mécatina
Le refuge d'oiseaux migrateurs de Gros-Mécatina est une aire protégée du Canada et l'un des 28 refuges d'oiseaux migrateurs située dans la province de Québec. Cette aire protégée située dans l'archipel du Gros Mécatina protège un site de nidification important pour les oiseaux marins.

## Toponymie
Le nom du refuge d'oiseaux provient de l'archipel du Gros Mécatina. Le toponyme « Mécatina » provient du montagnais makatinau et signifie « grosse montagne ». En plus du refuge, le toponyme Gros Mécatina a donné son nom à l'archipel, une île, une municipalité et une rivière.

## Localisation
Le refuge d'oiseaux de Gros Mécatina est situé à Gros-Mécatina, dans la municipalité régionale de comté du Golfe-du-Saint-Laurent. Le refuge protège les îles aux Marmettes, aux Trois Collines et Plate, les trois ensembles étant située dans l'archipel du Gros Mécatina.
La portion terrestre du refuge d'oiseaux ne couvre que 0,57 km2. Le reste (21,31 km2) de l'aire protégée étant un périmètre de 1 km entourant les trois groupes d'îles.

## Patrimoine naturel
Au niveau canadien, le refuge d'oiseaux de Gros Mécatina est située dans l'écorégion du plateau de la Mécatina, elle-même située dans l'écoprovince du bouclier boréal oriental et de l'écozone du bouclier boréal.
Au niveau du Québec, le refuge est compris dans la région naturelle du golfe du Saint-Laurent nord-côtier, elle-même incluse dans la province naturelle de l'estuaire et du golfe du Saint-Laurent.

### Flore
Les trois îles sont recouverts principalement de Ronce petit-mûrier et d'airelles.